# Yuri

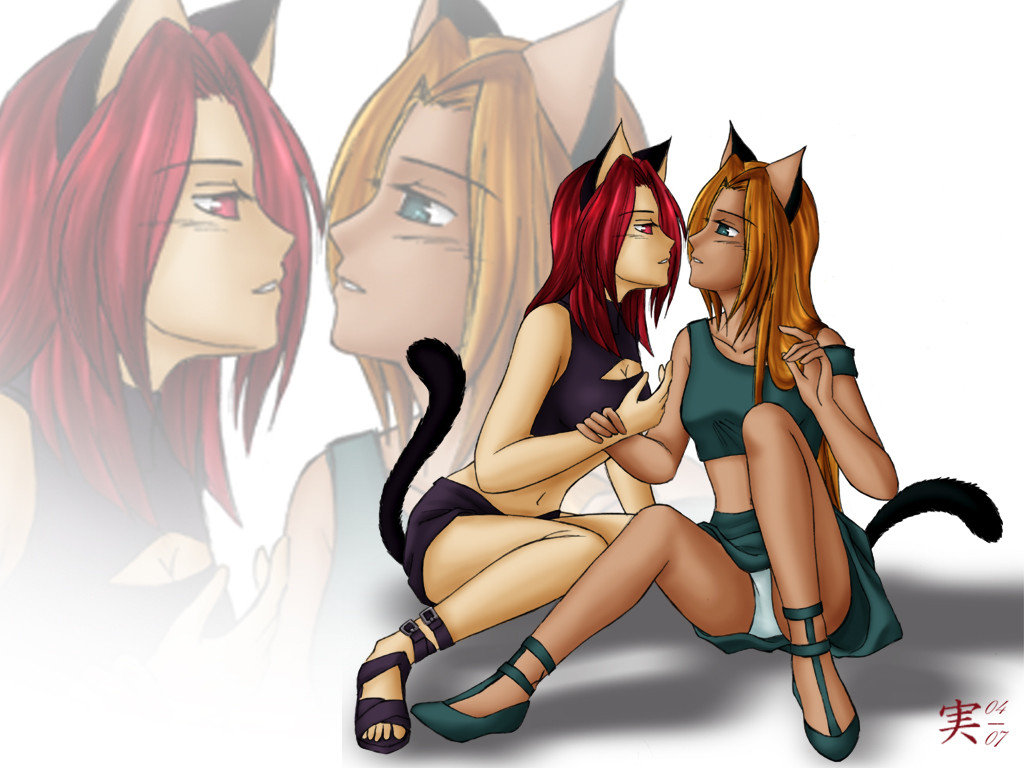
Beispiel eines Bildes mit dem Thema Yuri

Yuri (jap. 百合, dt. „Lilie“) ist ein Wort aus dem japanischen Jargon, um Inhalte zu bezeichnen, in denen die Liebe zwischen Frauen, eine lesbische Beziehung, im Mittelpunkt steht. Ebenso bezeichnet es ein Genre in den japanischen Medien (Manga, Anime usw.), wo diese Thematik eine zentrale Rolle spielt. Das Genre wendet sich an eine männliche wie weibliche Zielgruppe.
Synonym im Gebrauch ist das Wasei-eigo Girls Love (ガールズラブ, Gāruzu rabu, kurz: GL), das hauptsächlich von den Verlegern verwendet wird, um entsprechende Medien zu kennzeichnen.
Als Gegenpart hinsichtlich homosexueller Beziehungen zwischen Männern hat sich die Bezeichnung und das Genre Yaoi oder auch Boys Love herausgebildet.
Insbesondere vor dem Zweiten Weltkrieg wurde für derartige Liebesbeziehungen hauptsächlich zwischen einer älteren und einer jüngeren Schülerin, der Begriff Esu (エス, d. h. der Buchstabe S) bzw. Kurasu Esu (クラスエス, d. h. Class S) verwendet, das für sister oder auch shōjo (Mädchen), sex, das damals verbreitete deutsche Lehnwort Schöne oder escape (hier Unterricht schwänzen) stand.

## Unterschiede in der westlichen und japanischen Verwendung der Begriffe
Yuri kann sich sowohl auf sexuelle, spirituelle oder emotionale Aspekte beziehen. In westlichen Ländern hat sich hierbei eine feinere Unterscheidung herausgebildet. Hier bezieht sich Yuri vorrangig auf ersteren Aspekt, während die Bezeichnung Shōjo Ai (少女愛, dt. „Mädchenliebe“) genutzt wird, um sich vorrangig auf letztere zu beziehen: Werke, in denen die zwischenmenschliche Beziehung der weiblichen Homosexualität thematisiert wird und nur selten auf den sexuellen erotischen Aspekt eingegangen wird. Dabei ist anzumerken, dass die Bezeichnung Shōjo Ai im Japanischen ebenfalls verbreitet ist, dort jedoch Verwendung findet, um sich auf Pädophilie zu beziehen, und damit eine ähnliche Bedeutung wie Lolicon besitzt.